# Alta Mesa (California)
Alta Mesa es un área no incorporada ubicada en el condado de Santa Clara en el estado estadounidense de California.

## Geografía
Alta Mesa se encuentra ubicada en las coordenadas 37°23′56″N 122°8′5″O / 37.39889, -122.13472.